# Kees Rijvers
Kees Rijvers (Breda, 27. svibnja 1926. – ?, 4. ožujka 2024.) bio je nizozemski nogometaš i trener. Igrao je u veznom redu. Igrao je za nizozemske NAC iz Brede i Feyenoord, a također i za francuske AS Saint-Étienne i Stade Français.
Kao trener je vodio Twentea 6 godina, postizavši dobre plasmane na ljestvici nizozemskog prvenstva. Nakon tih uspješnih godina, prešao je u PSV. Vodio ga je do naslova prvaka Kup UEFA 1977./78. S PSV-om je osvojio tri uzastopna naslova prvaka Nizozemske: 1974./75., 1975./76. i 1977./78. te dvostruki naslov 1975./76. Nakon što je otišao iz PSV-a, preuzeo je izborničko mjesto u Nizozemskoj. Njegovom zaslugom su mjesto među izabranim "tulipanima" našli Ronald Koeman, Ruud Gullit i Marco van Basten. Nizozemska se iznenađujuće nije uspjela plasirati na završna natjecanja za EP 1984. Unatoč tome što je bila bolje razlike pogodaka nego Španjolska sve to zadnjeg dana, Španjolska je pobijedila Maltu 12:1 te su tako Španjolci pretekla Nizozemce u skupini. To je već bilo treće veliko natjecanje nakon SP-a 1978. na koje se Nizozemska nije plasirala ili na kojem je postigla mršav rezultat: na europskom prvenstvu 1980. su tijesno ispali u krugu po skupinama na završnom natjecanju, te 1981. slabo počeli u kvalifikacijama za SP 1982., zbog čega je ostao bez izborničkog mjesta Jan Zwartkruis. No, Nizozemska se nije plasirala ni na svjetsko prvenstvo 1982., niti na europsko prvenstvo 1984. dvije godine poslije. Nakon toga ga je Nizozemski nogometni savez otpustio i na izborničku dužnost doveo Rinusa Michelsa. Ironično, 21 godinu poslije, Kees Rijvers je dobio nagradu Rinus Michels.

## Uspjesi
- 1956./57.: francuski prvak sa Saint-Étienneom
- 1961./62.: osvajač francuskog kupa sa Saint-Étienneom
- 2005.: nagrada Rinus Michels